# Música de Ecuador

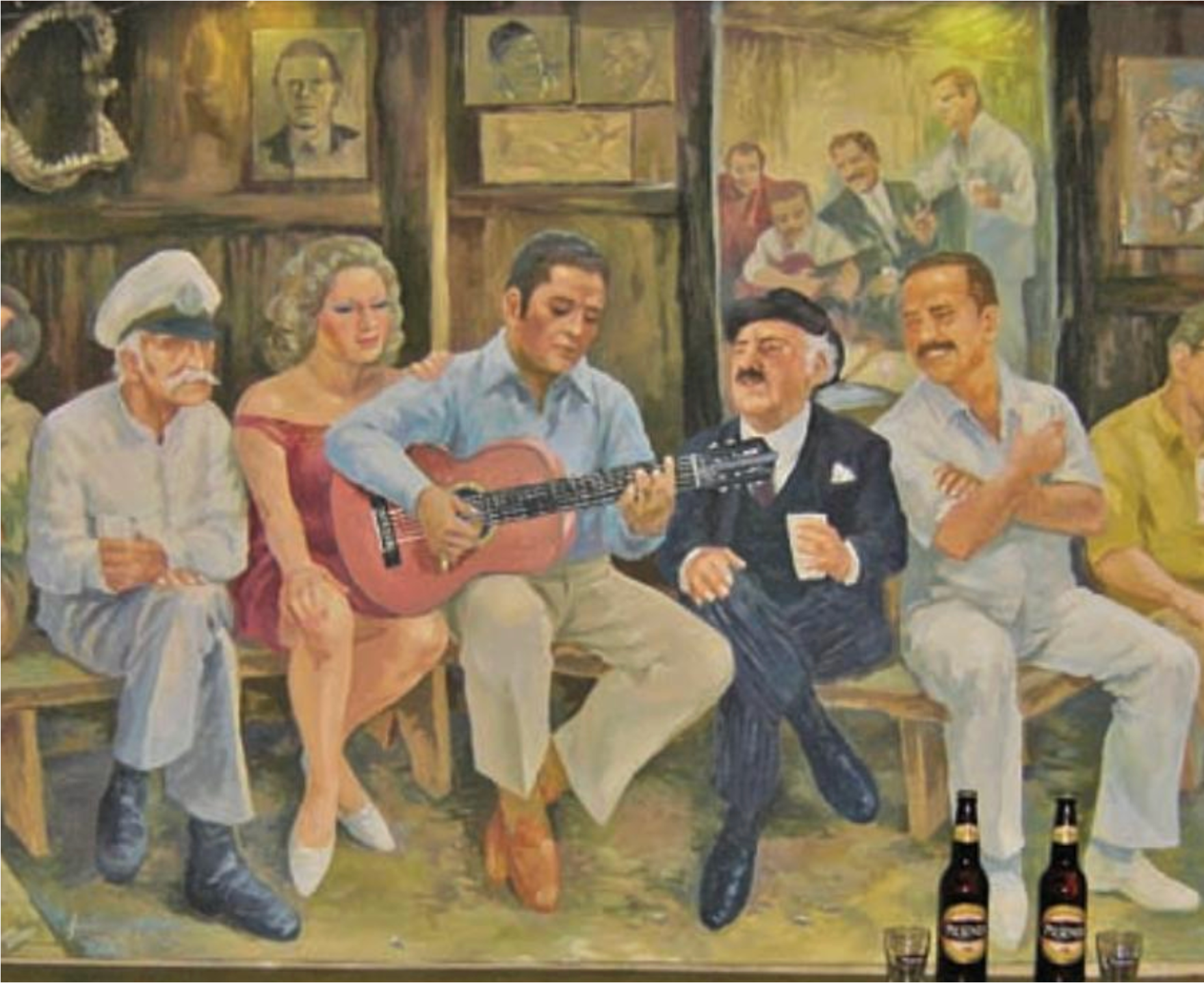
Detalle del mural del Museo de la Música Popular donde se ve a Julio Jaramillo y a Evaristo Corral y Chancleta

La música en Ecuador se ha desarrollado a través de su historia con tres vertientes: una tradicional, otra "docta" o académica y una popular o contemporánea. La tradicional se clasifica a partir de su origen regional y sus fuentes musicales. La música docta se explica a través de su evolución desde la construcción del primer órgano y la creación del Colegio San Juan Evangelista para enseñar música barroca y canto gregoriano con la fundación de la ciudad de Quito. Por último la música contemporánea describe el desarrollo que ha tenido la música en Ecuador con los géneros más populares en la actualidad, que no responden a un género tradicional, aunque pueden presentar influencias; ni se enseñan de manera académica bajo los cánones tradicionales de la música clásica.   

## La música de los señoríos étnicos y sus expresiones actuales

### Culturas musicales de la Amazonía
El género principal es el ancent, que para los shuar de la zona ecuatoriana, la música presenta un significado central: para ellos el Anent desde un punto de vista cosmogónico trata de una plegaria mágica para pedir o invocar ayuda a los antepasados y/o a los espíritus de familiares difuntos, este género es un arte comunicativo importante para la protección del mundo shuar. Es un canto ritualizado, como un pregón para la siembra y cosecha dirigido a Nunkui. Además existe el nampet que se ejecuta con acompañamiento instrumental en festividades y bailes en las comunidades shuar Tienen diversas temáticas como puede ser el amor o los mitos, son ejecutados con el pinkui o el kaer. Por último también en la zona se toca el ujaj que se caracteriza por ser "Cantos colectivos mágicos y religiosos ejecutados por las mujeres en el ritual de la tzantza". Estos usualmente incluyen representaciones por mujeres que "cantan los ujaj para entregar al guerrero los agüeros o buenas energías como protección a su valor mostrado al cortar la cabeza de su enemigo." De esta forma se narra la acción guerrera para otorgar fuerzas al hombre y alargar su vida. Además, existen los géneros de: Anent a Uwi, A’I y Huao.

### Culturras musicales del Litoral

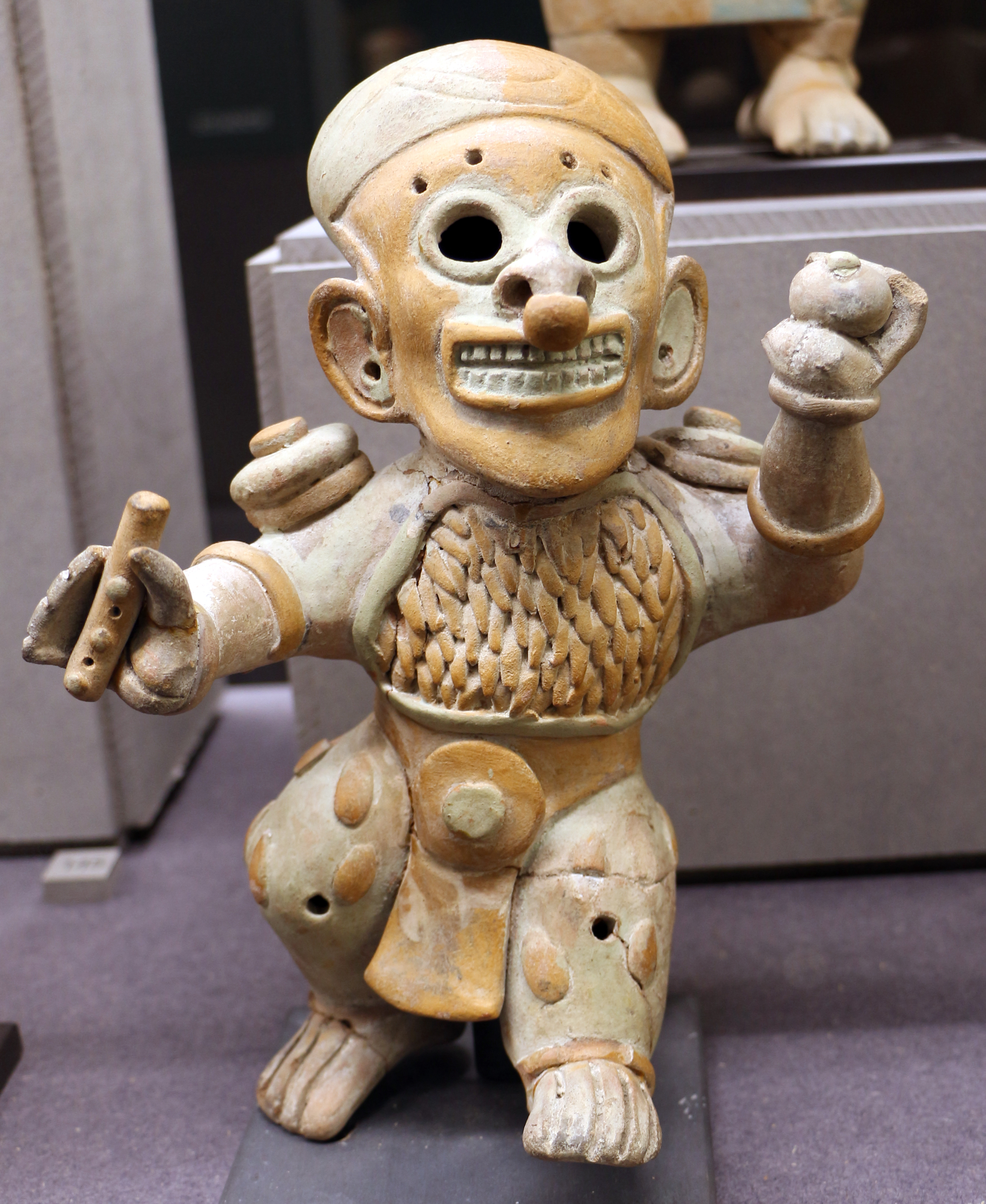
Figura de un danzante con una flauta de la cultura Jama Coaque

Los antiguos precolombinos aportaron con elementos que les podría ofrecer el entorno donde se desarrollaron; entre los instrumentos que se usaron se registran chichilos, ocarinas, flautas de huesos, tambores de carapachos (caparazones) de tortugas, estos instrumentos eran usados para ritos y heliolatrías, los cuales formaban parte de sus creencias, desafortunadamente, por factores climáticos y/o desaparición de las etnias conllevó que las tradiciones no lograsen conservar registros musicales y coreográficos de factura indígena costeña, agrícola y navegante, aunque en la región todavía se conservan instrumentos de barro, hueso y cerámica recuperados en excavaciones in situ. Como géneros musicales existen el Agua corta, agua larga, agua abajo.

### Culturas musicales en los Andes
El término ‘yumbo’ proviene del quichua y significa brujo. Durante la época Colonial fue empleado para identificar a las etnias de dos regiones distintas en cuanto a su lengua y cultura. Los descendientes de la primera, proveniente de la Amazonía, son los actuales quichua amazónicos asentados en extensos territorios del Napo y Pastaza, conocidos también con el nombre de Canelos quichuas. El otro grupo, conocido con el mismo nombre, corresponde a una numerosa población asentada en territorios andinos, en Cotopaxi, Chimborazo, Tungunrahua, Cañar,  Pichincha e Imbabura. La información etnohistórica y arqueológica ha permitido identificar a este pueblo, saber sobre su modo de vida y demás características culturales hasta más o menos comienzos del siglo XIX, cuando prácticamente desaparecieron.

## La expansión incaica y la llegada de los españoles

### La influencia de la conquista inca en la música
El yaraví es un género musical mestizo que fusiona elementos formales del harawi incaico y la poesía trovadoresca española evolucionada desde la época medieval y renacentista. Especie de cantar dulce y melancólico que entonan los amerindios de Perú. El vocablo es una derivación mestiza del término quechua "harawi". El Vocabulario de la lengua general de todo el Perú, de Diego Gonzáles Holguín (1608), ofrece 4 definiciones: que significan cantos del recuerdo, memoria del los amados ausentes, canción de endechas, o cantares buenos a lo divino nuevo. Se usa para nombrar canciones tristes y románticas y existe documentación desde el siglo XVIII.

### La música y las misiones

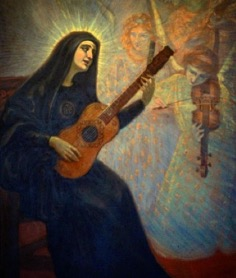
Mariana de Jesús interpretando su vihuela

El origen de la música clásica empieza con las misiones. Sería Fray Jodoco Ricke quien dirigiría la construcción del Convento de San Francisco de Quito y su iglesia. Para celebrar la misa construiría un órgano y además apoyándose en el gobernador Gil Ramírez Dávalos traería seis trompetas con sus mangos de tafetán y tres termos de chirimías con sus sacabuches, en 1560. Empezaría también el Colegio San Juan Evangelista para enseñar gramática, latín, música; especialmente el canto gregoriano y música barroca. De esta manera iniciaría el trabajo de los misioneros en la cultura que se desarrollaría a través de la escuela quiteña en el arte y la música. Su trabajo sería continuado por Fray Pedro Bedón quien escribiría libros de Coro alrededor del año 1600 que serían utilizados por la orden de predicadores. Sobre las influencias de la música barroca de ese tiempo destaca el compositor Francisco Guerrero como se puede constatar en el acta que registra las cosas que fueron traspasadas del Colegio de San Francisco al Colegio de San Agustín, durante los primeros años de la colonia. Se tiene pues evidencia de un inventario conformado por "tres chirimías, cinco cartapacios de música con motetes del maestro sevillano. Francisco Guerrero, ocho cartapacios de manuscritos, nueve vestidos de bayeta para danzas y una caja de libros de romance y cartillas para niños." También existen cantos a capela: como el Alabao y la Décima, viene de la poesía del Renacimiento español. 
Durante la audiencia en particular se desarrollaría la música en tres ciudades: Quito, Cuenca e Ibarra. Sus sedes serían concretamente: 
- El Colegio de San Andrés en Quito
- El Monasterio de la Concepción de Ibarra
- El Monasterio de la Concepción de Cuenca y la Catedral Vieja

Tendría como sus principales exponentes a Diego Lobato de Sosa, Gutierre Fernández Hidalgo, Gonzalo Pillajo, Manuel Blasco y Joseph Ortuño. Por su vínculo con el Colegio de San Andrés, es considerado como una parte de la Escuela Quiteña, que normalmente suele ser estudiado en su dimensión artística a través de la pintura, imagenería, escultura y arquitectura. Fue pues la música (junto con la literatura) otra de las dimensiones de esta escuela que se desarrollaron desde sus orígenes mismos. Al igual que la pintura tenía fines evangelizadores, como los famosos cuadros de Hernando de la Cruz del Infierno o el Juicio Final, la música buscaría lo mismo por lo que el villancico terminaría popularizandose como un género hegemónico y se desvincularía del calendario litúrgico para ser interpretado a lo largo de todo el año. Era a través de la música una forma de encontrar espacios durante los servicios religiosos donde no se hable en latín y su interpretación en castellano permitía a las personas entender los dogmas de la iglesia católica que muchas veces se escribían explícitamente en los folios de las composiciones. Además la repetición de los villancicos permitía enseñar de manera oral a una población que durante esa época en su gran mayoría no sabía leer o escribir. 

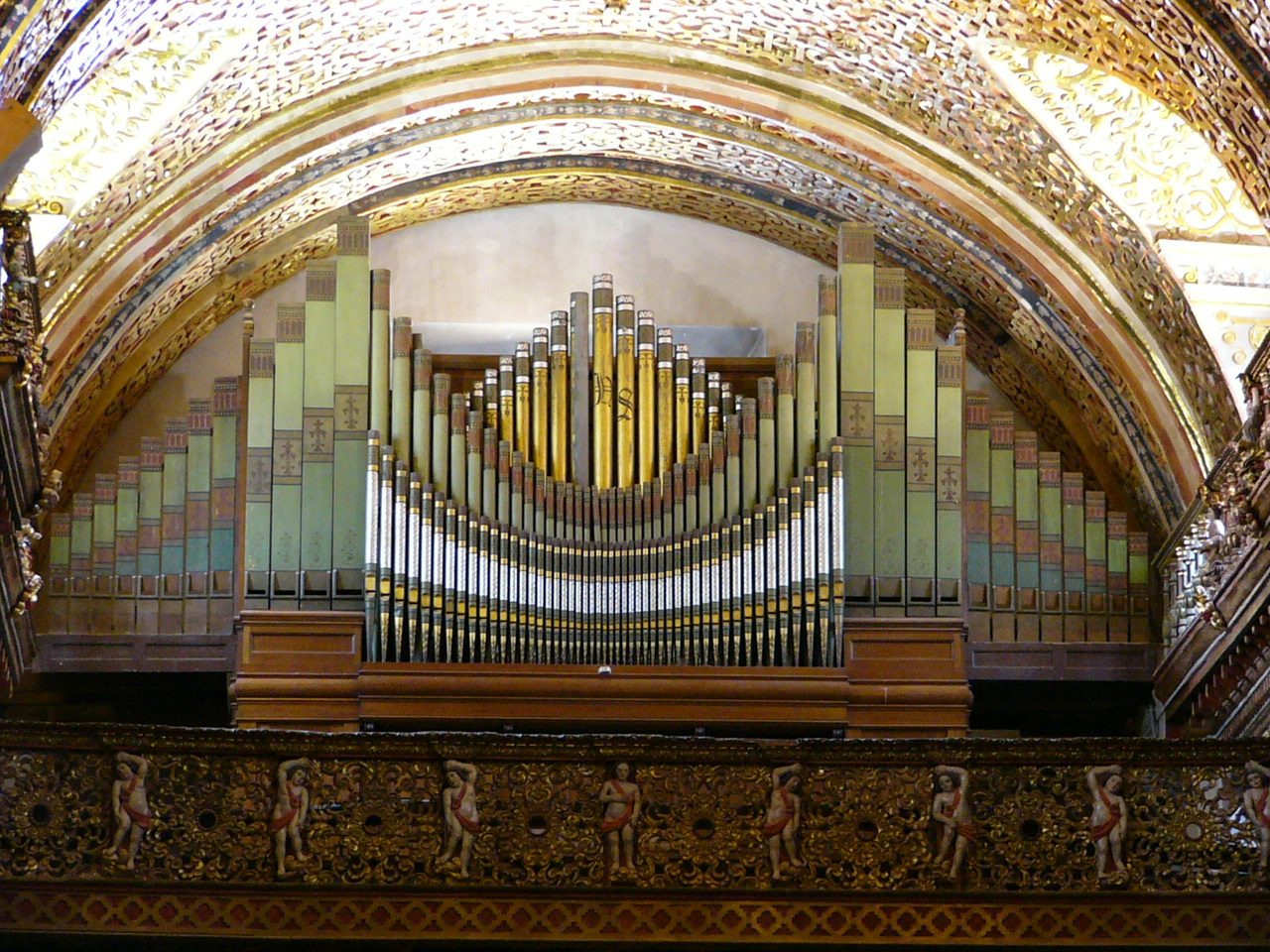
Órgano de la Iglesia de la Compañía
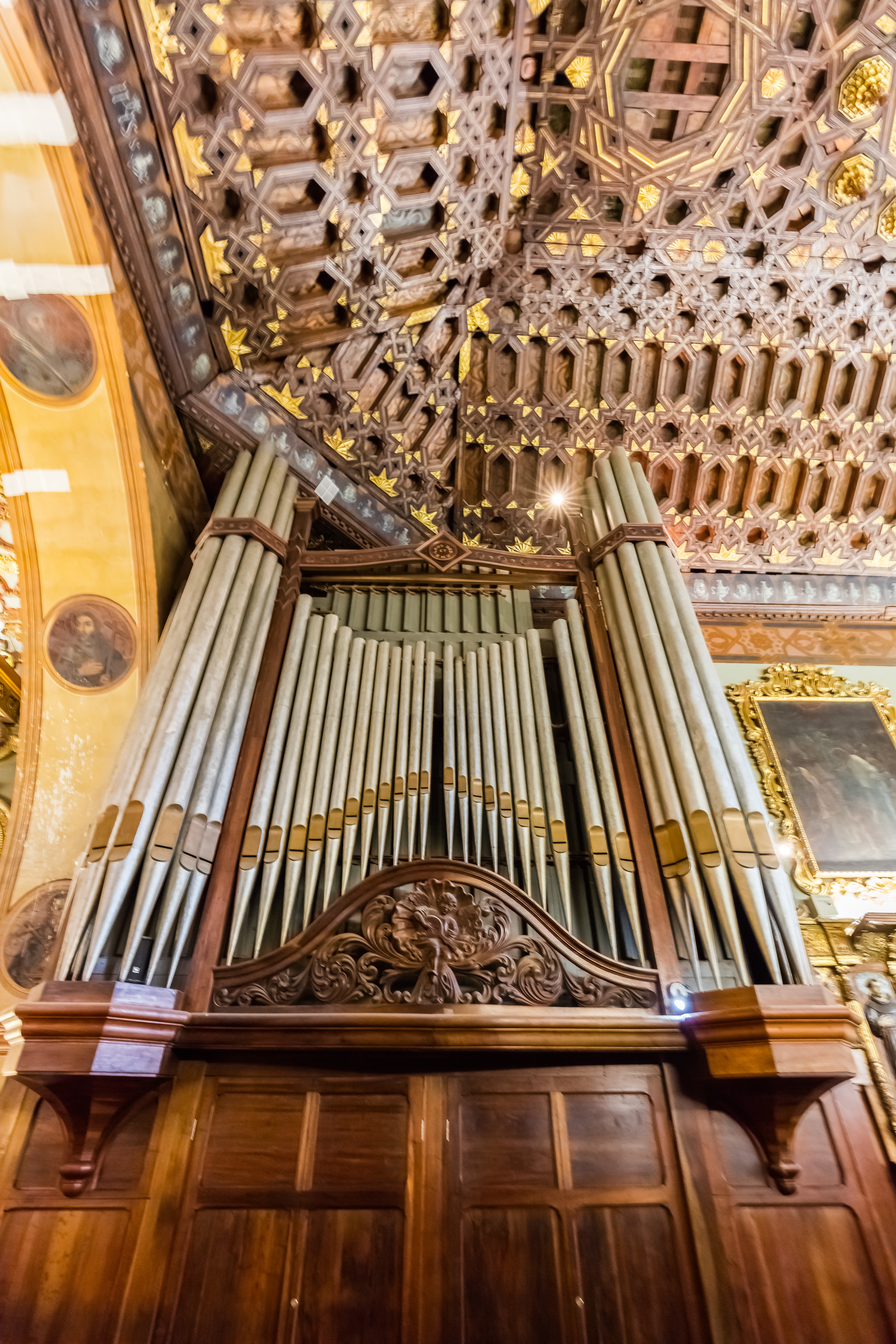
Órgano de la Iglesia de San Francisco de Quito
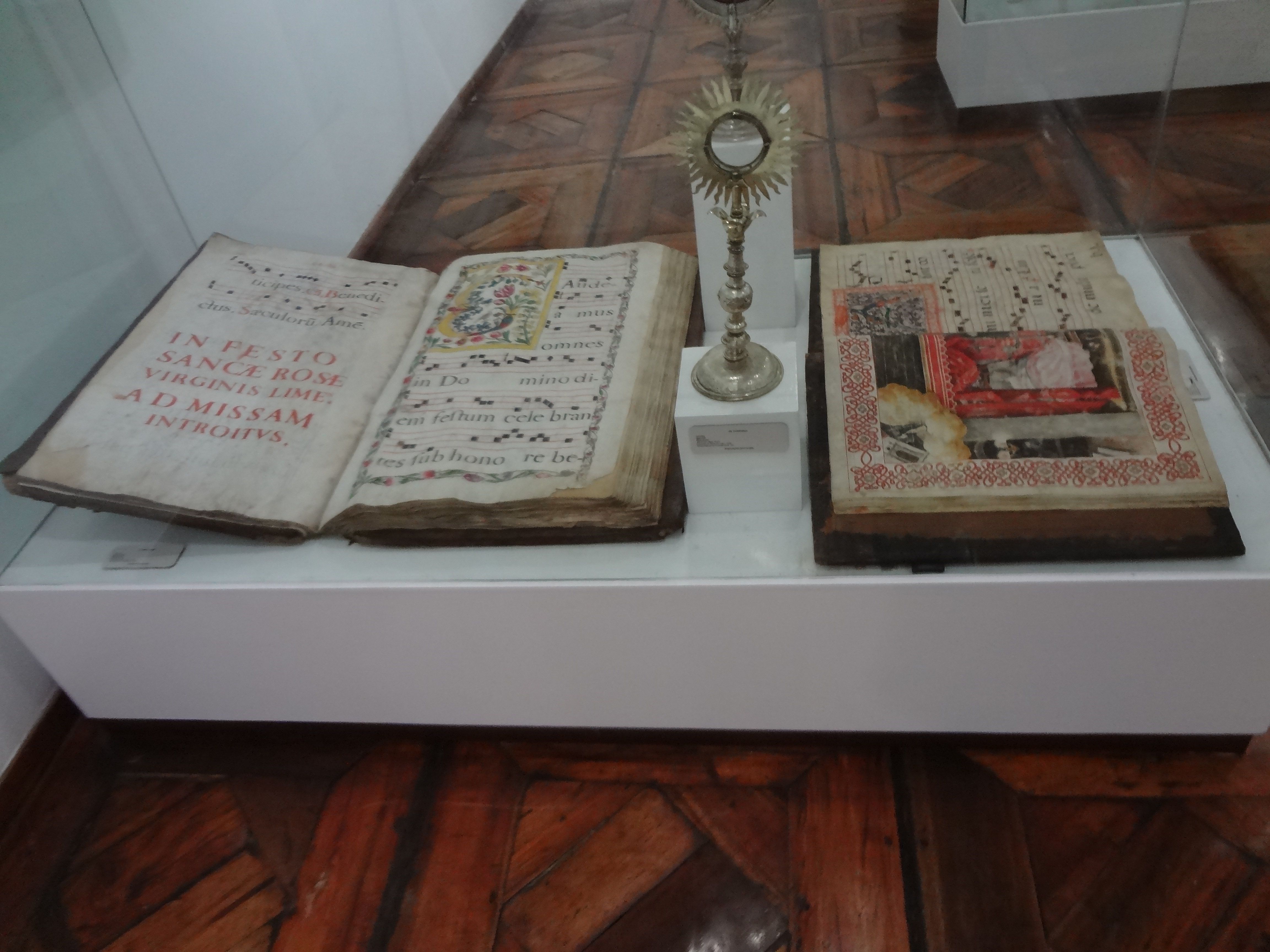
Libros de Coro escritos por Fray Pedro Bedón en el Convento de Santo Domingo.

## La música religiosa en la Real Audiencia

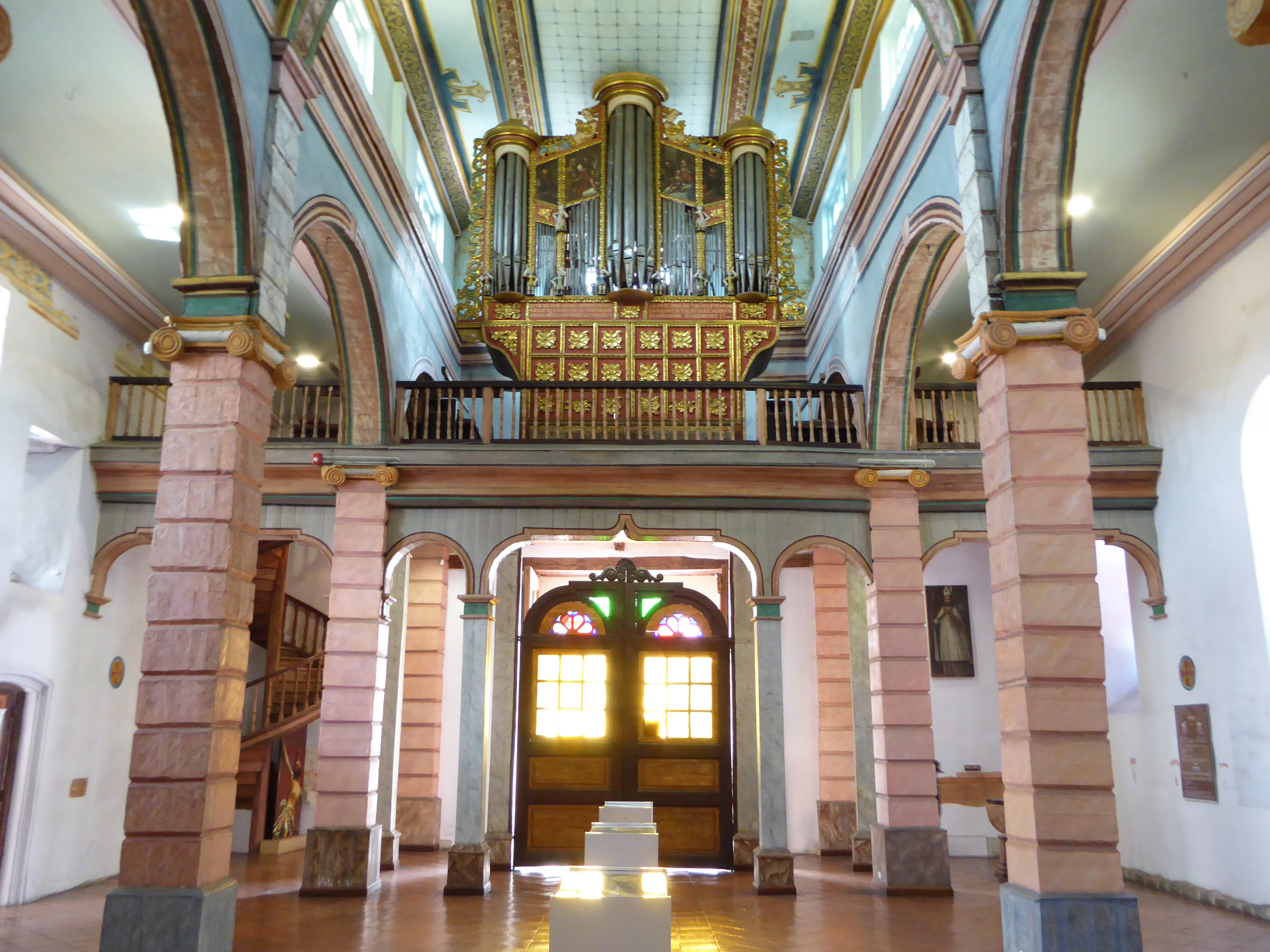
Órgano de la Catedral Vieja de Cuenca

Durante la época en la misa se utilizaban trompetas, cornetas, sacabuches y otros ministriles y música de canto de órgano. Era pues la música una parte principal de cada servicio religioso, y se administraban además sus cuentas de manera prudente. Se tiene registro que en el siglo XVI que en las catedrales existían los gastos invertidos en cantores y músicos, que intervenían en coros y orquestas. Sobre los temas que se interpretaban de Francisco Guerrero, eran principalmente los que se encontraban en el libro de motetes del año 1555. También el Canticum Mariae quod Magnificat nuncupatur del año 1566 y su Liber primus Missarum y Missarum Liber secundus del año 1582. También en el inventario entregado a San Agustín constan los cuadernos de música de Guerrero puesto que las partituras eran parte importante de la interpretación musical y se proveían entre los músicos religiosos durante la misa para lo que se había establecido el Colegio de San Andrés donde se enseñaba a leer música hasta volverlos "excelentes apuntadures y miniaturistas".

### Los Salves
La influencia de esta música en la cultura persiste hasta la actualidad. De la música religiosa barroca destacan el Salve Regina, Magníficat, Te deum, salmos, temas tocados en misas de difuntos y de réquiem, letanías, laudas, antífonas, alabanzas o alabados, villancicos, y marchas fúnebres. Por ejemplo, los alabados son parte de la cultura afro de Esmeraldas. Los salves fueron muy importantes y llegan hasta la actualidad en la región de la costa, ya que existen registros de estos cantos que se originaron en el siglo XVI y todavía son interpretados entre los campesinos del litoral, generalmente de manera oral, aunque siempre vinculados al rito católico.

### Los Villancicos

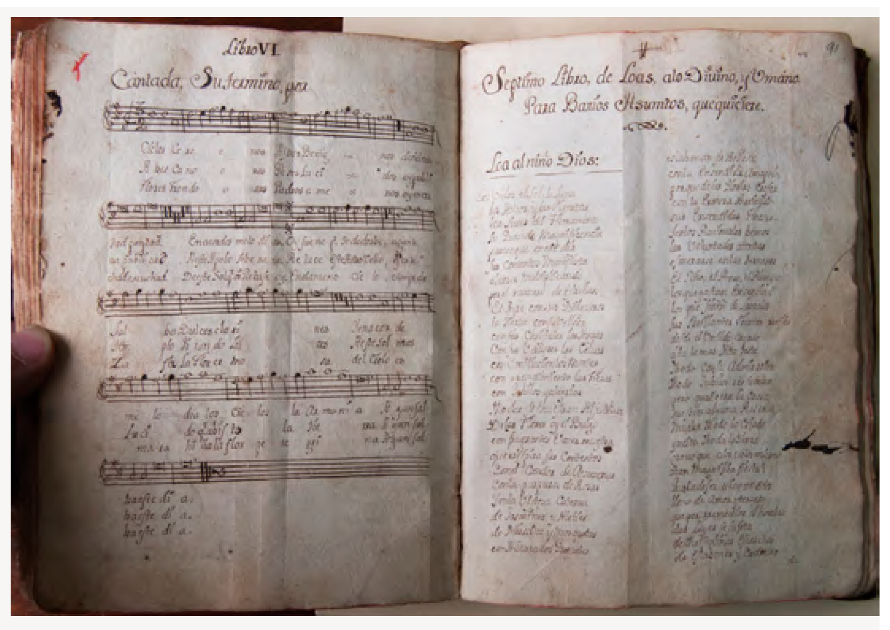
Partitura de un Villancico que se interpretaba en la Real Audiencia de Quito, 1777.

La importancia de los villancicos para la evangelización fue tan grande que se decidió interpretarlos de manera generalizada e independiente del calendario litúrgico. Su valor yacía en que eran cantados en español algo que permitía comunicar los mensajes religiosos en lugar de las canciones comúnmente cantadas en latín. Esto dejó una huella importante en Ecuador, al igual que el resto de Latinoamérica que se refleja en la popularidad de los villancicos, aunque en una versión moderna con composiciones del siglo XX. Ejemplos como el “Dulce Jesús mío”, son cantados frecuentemente en las fiestas de Navidad. Además del Salve que se lo ejecuta en las procesiones de Viernes Santo de Jesús del Gran Poder, en la ciudad de Quito.

### El Chigualo
También existe un género denominado chigualo que es propio de la provincia de Manabí y Esmeraldas. Está vinculada con la Navidad y en Manabí es acompañado generalmente con un baile que se lo denominaba antiguamente como "Sombrerito", los juegos que se hacían en los chigualos eran por ejemplo: La Pájara Pinta, el Florón, y otros que se alternaban con los villancicos navideños. Es decir es una festividad que se realiza en homenaje al nacimiento del Niño Jesús; desde el 24 para amanecer 25 de diciembre empiezan los chigualos que se extienden incluso hasta el 6 de enero (día de reyes), también puede extenderse por 40 días, realizando la Bajada del Niño también llamada la “apeada” o “alzada del Niño” el 2de febrero (Día de las Candelarias).Por otra parte los chigualos en Esmeraldas están relacionados con el fallecimiento de un niño. Son principalmente cantos funerarios dedicados a la persona recién fallecida en el contexto de un rito funerario. Es junto al arrullo, salve y alabado, uno de los géneros musicales afroecuatorianos vinculados al catolicismo.

### El Sanjuanito
El Sanjuán es un género musical de la zona norandina, alrededor de Otavalo y Cayambe. Se lo interpreta en las fiestas de San Juan. El sanjuanito tiene características de otros géneros como la cuarteta o redondilla mientras que los sanjuanes están ligados a la fiesta de San Juan, actualmente denominada Inti Raymi. Su ejecución y danza varía en estructura, pueden ser en culebrilla, zapateado o haciendo ruedo. Otra diferencia entre el sanjuan y el sanjuanito, es que el primero es considerado como una danza masculina, por otro lado el sanjuanito es un baile de pareja. Es un género que se caracteriza por presentar esquemas rítmicos heterométricos, y melodías pentafónicas.
Es importante recalcar que tanto el chigualo y el sanjuan están relacionados tanto con el calendario litúrgico por la Navidad y las Fiestas de San Juan, como también por el pago de tributos que durante la Audiencia de Quito se hacían justamente en estas dos fechas. En la actualidad, como motivo del Inti Raymi se mantuvo el pago de tributos, en especie generalmente como cosechas, en la fiesta actual que se celebra en Otavalo y sus alrededores.

## La música afro y la marimba

### La bomba y la música afroandina

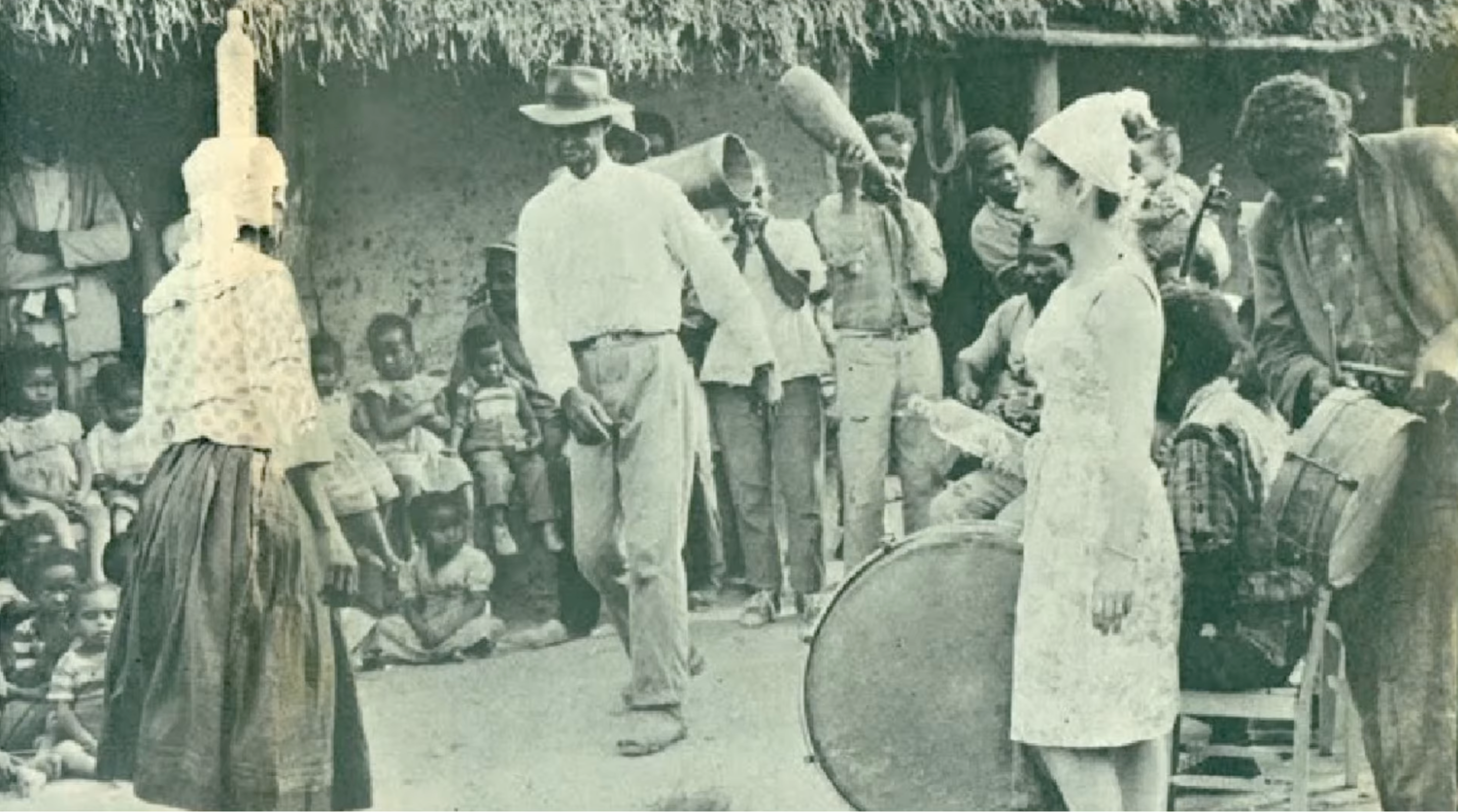
Foto de una banda mocha interpretando bomba ecuatoriana

Uno de los géneros más reconocidos dentro de los afroecuatorianos es La bomba, tradicional del Valle del Chota un género que nació de la esclavitud de personas procedentes de diferentes zonas de África, como África Central, Costa de Guinea, Costa de Oro y Costa de Calabar. Incorpora ritmos de la región andina, como el albazo; al usar instrumentos como el tambor, las flautas e instrumentos de percusión menor (huiro y raspadores), que se elaboraban con materiales de la zona. El conjunto instrumental predominante son los percusivos y las sonajas. La banda mocha consiste en un grupo instrumental tradicional masculino originario de las comunidades del valle del río Chota. El nombre de la banda campesina se podría relacionar de que los extremos de los puros están mochados, es decir, que han sido previamente cortados, aunque también podría derivar de 'mocho', coloquialmente referido a una 'persona pobre'.Este género musical se volvió muy popular con Edgar Gonzalón y su canción titulada "El negrito de la salsa", que es constantemente incluida dentro del Carnaval de Barranquilla. Otra canción relevante es "Vivir en este Carpuela", que hace referencia a un pueblo dentro del Valle del Chota. Esta canción fue interpretada por Margarita Laso en el álbum homónimo. En la actualidad Widinson continua desarrollando este género musical con varias canciones importantes como "Dos morenas" o "El Camaleón". También existen composiciones meramente instrumentales que han sido muy importantes para Ecuador como "Bomba Caliente" y especialmente "El Chuchaqui" interpretada por Marabu.

### La marimba y la música esmeraldeña
La marimba esmeraldeña es un instrumento de percusión tradicional de la Provincia de Esmeraldas en Ecuador. Alrededor de este instrumento se desarrollaron  géneros musicales tanto religiosos como seculares que son pieza central dentro de la cultura afroecuatoriana.  En el año 2015 fueron elegidos como Patrimonio Cultural Inmaterial de la Unesco.
A través de este instrumento se desarrollaron varios géneros musicales tanto religiosos como seculares. Cabe mencionar que la religión incluía elementos sincréticos con la cultura originaria aficana. Dentro de los géneros musicales religiosos se encuentra el arrullo, el salve y el alabado. Por otro lado en la parte secular se encuentra una lista extensa de ritmos como el Currulao, Mapalé, Andarele, Caramba, Agualarga, Guabaleña, Charifeña, Canoita, Fabriciano, Caderona, Torbellino, Peregoyo, Patacoré y el Bambuco.
Describiendo brevemente algunos de estos géneros tenemos que el "bambuco" hace referencia al currulao que se baila en el pacífico colombiano, forma parte de la ritualidad espiritual esmeraldeña, es un toque con marimba en ritmo de 6/8. Además la "caramba" que se deriva de la jota aragonesa con alteraciones de octosílabos y pentasílabos con diálogo cantado de este género ser derivan dos ramas: la caramba cruzada y caramba bambuqueada. Otros géneros como el Chafireña: "tiene un toque parecido a la caramba bambuqueada, pero con un ritmo más rápido" o el Fabriciano: "es una especie de pasillo corrido. Su texto y coreografía son considerados por muchos una exaltación a la galantería y la valentía del negro", la Caderona que "nació del canto Amanece y amanece, que es un chigualo, por eso en Colombia se lo baila como tal. Adicionalmente existen géneros como el Canoíta, Torbellino, Peregoyo cuyo estribillo constantemente repite “¡Ay! mi peregoyo”.

Los cantos religiosos tienden a ser menos percusivos y muchas veces no usan la marimba. Por ejemplo, el Arrullo es un canto es dedicado a los niños muertos, que se ejecuta sin marimba. Las poblaciones afro del Pacífico se extienden desde el Chocó hasta el sur de la provincia de Esmeraldas, tienen una territorialidad entre Ecuador y Colombia, entre las expresiones culturales que se comparten incluyen todos los cantos que se los lleva a cabo en las festividades de los santos, vírgenes y el Niño Dios, hacia lo humano y lo mítico; son de carácter adoratorio y alegre, agrupan a la comunidad en festividad ya sea por fe o por agradecimiento.Estos cantos están vinculados con el santoral afroecuatoriano, que es la espina dorsal de la liturgia y ritos religiosos sincréticos. Figuras representativas de la cultura afro esmeraldeña como Línver Nazareno, conocido como ‘El decimero de Muisne’, cuenta del objetivo de estos cantos a lo divino.
«El arrullo en sí nace hace muchos años, es un canto de adoración, nuestros ancestros le cantaban a sus dioses, a la luna, a la tierra, a la naturaleza y luego viene esta influencia religiosa, la famosa cruzada que hizo el cura Mera, que es una de las que se tiene conocida acá en el litoral Pacífico, que vino botando marimbas y todos los intentos que hizo la Iglesia por evangelizar la provincia de Esmeraldas. Entonces infunden tanto y hacen que nuestras madres, nuestras personas mayores, inventaran esta parte a lo divino que ahora se habla, que era cantar a un santo, a un favor que se le pida, milagro como se le llama, cantar a Dios, cantar al nacimiento y cantar a vírgenes, desde ahí nacen los arrullos que ahora prácticamente se han quedado establecidos en la mente.»

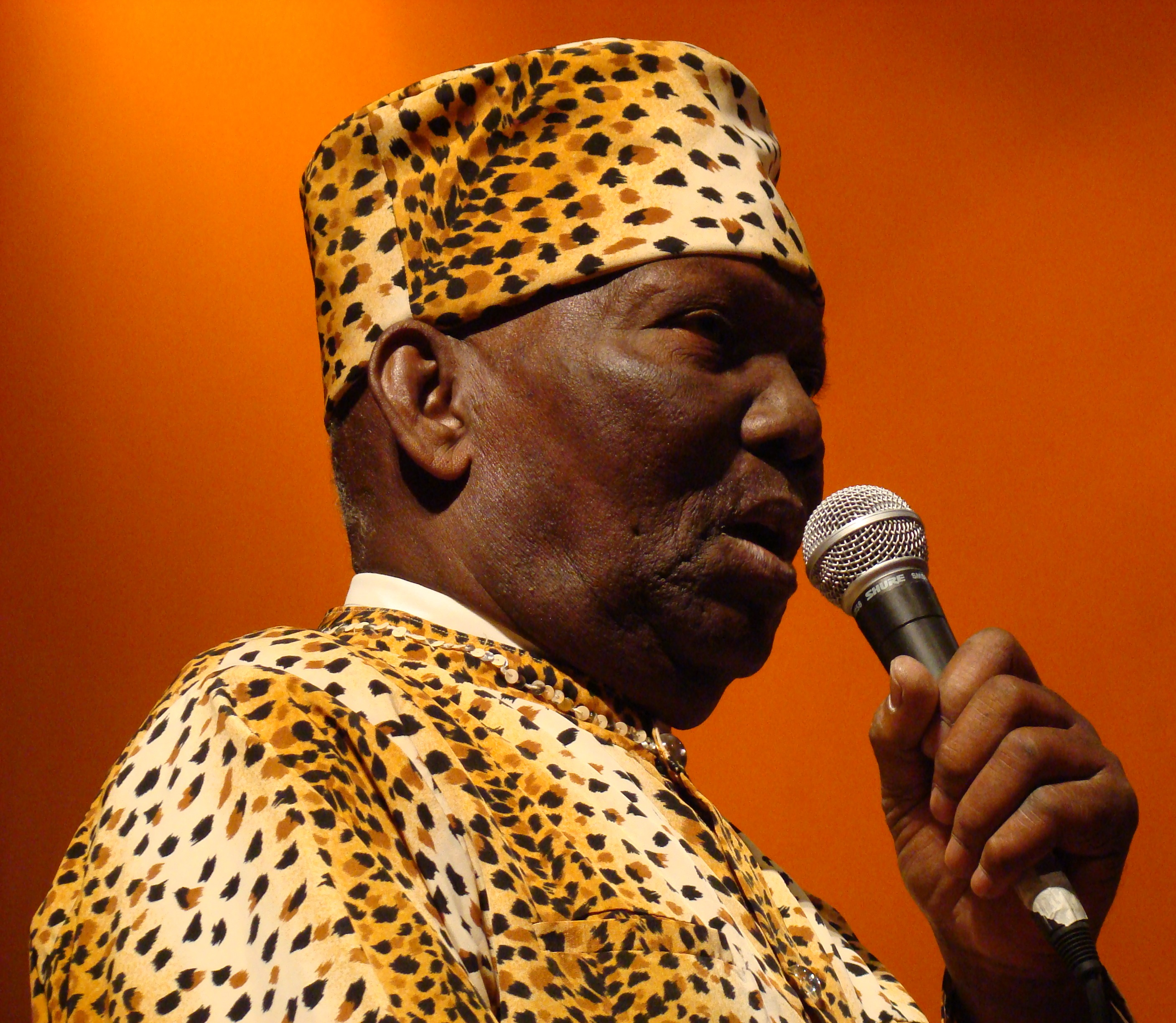
Papá Roncón

A esto se suma la marimba, cuyos registros y llegada a la costa de Ecuador se registró de la siguiente manera. Se sabe además que en América, la primera marimba de la que se tiene noticias data del año de 1545 en la hacienda de Santa Lucía, en el municipio de Jiquipilas, Chiapas. Según la documentación fechada en el 9 de octubre de 1545, el encomendero don Pedro Gentil de Bustamante y dueño de la hacienda de Santa Lucía, describe en su crónica una marimba en una celebración de indios. Se cree que los xilófonos llegaron a América por medio de africanos que habían sido llevados a Guatemala y México, aunque también hay registros en algunas pirámides Mayas que se encuentran en Chiapas y Guatemala. La primera mención documentada de la marimba en Guatemala (marimba de tecomates), data del 13 de noviembre de 1680 durante las celebraciones de inauguración de la Santa Iglesia Catedral en Santiago de los Caballeros de Guatemala. Dentro de los músicos actuales que interpretan este género se encuentran: Papá Roncón, Petita Palma, Koral y Esmeralda y Don Naza.

## La influencia de la música popular europea

### El Amorfino

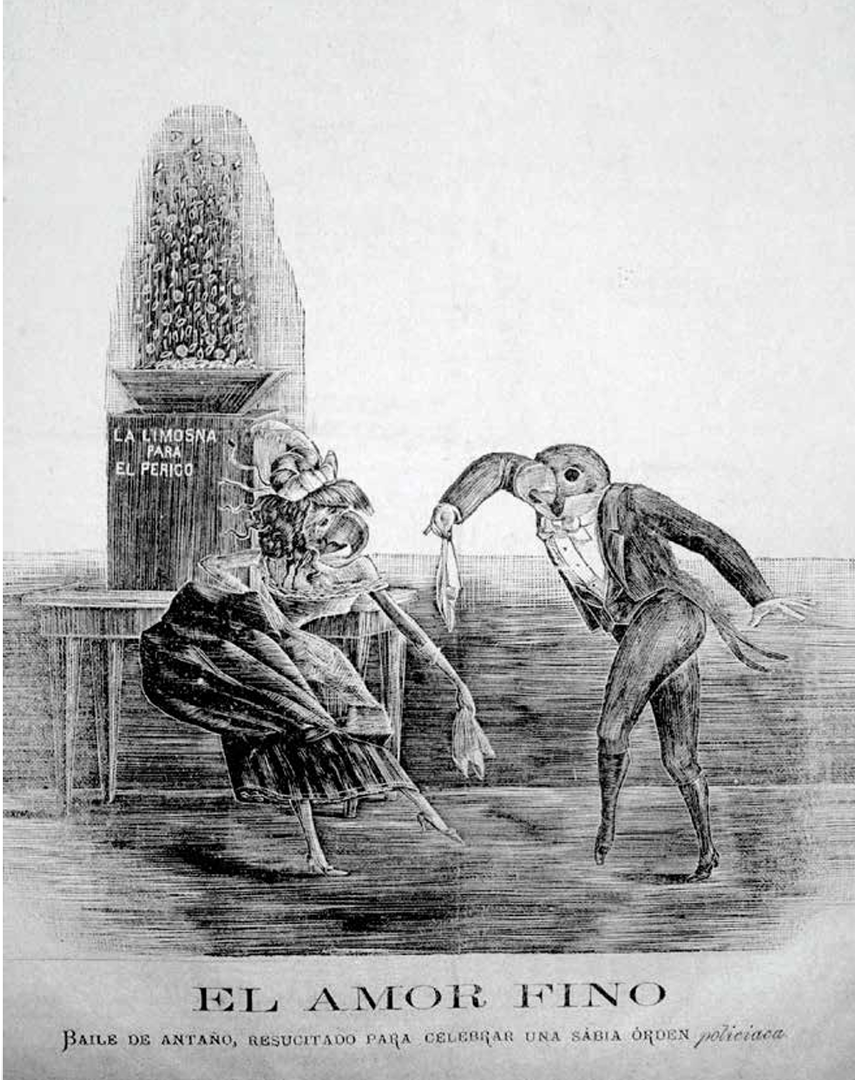
El Amor Fino, grabado que representa el baile "amorfino" como una costumbre típica de todo el Ecuador.

El "amorfino" tiene su origen en la copla española (Cante jondo andaluz y cantos de ayayay del siglo XVII - XVIII), aparece en el litoral ecuatoriano en el siglo XVII como resultados de los juglares y trovadores medievales, a su vez este proviene del amor cortés y romántico antiguo. Su transmisión se dio de forma oral, con viajantes, teatreros; el amor fino está compuesto por versos métricos que riman. Cuando la copla española llega al litoral se convierte en amorfino, en sus inicios fue acompañado por guitarras, flautas de guadúa, reque-reque, voces cantadoras en las danzas antiguas de fandangos, chigualos, polka cruzada, zapateo, esta manifestación artística representa el conjunto de tradiciones y saberes que se representa alrededor de la cultura del pueblo montuvio. La iguana, de origen colonial es una de las melodías montuvias más antiguas que fue consignado en un informe del año 1712 por el visitador Valdéz Ocampo quien escuchó en una ceremonia organizada en su honor el amorfino La iguana. Otra referencia histórica del amorfino es en el año de 1881 por parte del antropólogo español Marcos Jiménez de la Espada, quien presenta en un congreso de americanistas, la letra y la música pautada de la canción "Amorfino", atribuyéndose la autoría del tema omitiendo el crédito del musicólogo Juan Agustín Guerreo quien fue su facilitador directo. En 1892, el general Eloy Alfaro recoge de un periódico guayaquileño el amorfino "Ropa de los Alfaro", y se lo envía desde su exilio en Costa Rica a su hija Esmeralda a través de una carta. En 1926, Rodrigo Chávez González organiza el primer festival regional montubio en el Latin Park de la ciudad de Guayaquil, donde se presenta por primera vez la canción "E Galope" interpretada por la banda "Los del Mar", el tema fue interpretada por la banda de Los Mate, recuperada del Cantón Daule, facilitada por Don Juan Rugel. Por otro lado en 1929, él músico y académico Manuel de Jesús Álvarez Loor, quien firmaba como Manuel J. Álvarez (1901-1958) edita en imprenta La Esperanza del cantón Chone, el folleto "Estudio folklórico sobre el montubio y su música" donde se encuentran transcritas partituras para piano, de tres tonadas, que son "La Iguana", "Amorfino" y "Caminante", melodías recuperadas a voces de los campesino de la hacienda "Río de Oro" del mismo cantón Chone. El amorfino consiste en intercambios discursivos denominados contrapuntos; con los que se transmite un mensaje. La rima, si bien por lo general es asonante, no es raro encontrar también rimas consonantes; a su disposición,  la rima puede ser pareada, alternada (cuarteta), abrazada (redondilla), incluso libre (copla, donde los versos impares quedan sueltos).

### El Alza
Por otro lado el "alza" es un género musical aunque también es considerado como un baile suelto ecuatoriano que nace en el siglo XIX, pero a partir del siglo XX logra popularidad; este de deriva del fandango durante la Real Audiencia. Se ejecuta en tonalidad mayor, con poca modulación a tonalidad menor en su estribillo, interpretada con arpa o guitarra. El primer registro que se tiene de este ritmo es de 1865, recopilada por el compositor quiteño Juan Agustín Guerreo Toro, el cual fue presentada en el congreso de americanistas en 1881 como una 'melodía de la ciudad de Guayaquil'. Conforme el paso de las décadas, se empezó a incluir texto. El nombre estaría en su ritmo alegre el cual invitaba al baile con la frase: ¡Alza! Que te han visto, que quiere decir “¡Vamos, levántate! Que eres un buen bailarín”.

### El Moño
La contradanza tuvo una notable influencia en la costa de Ecuador a través de lo que se llamaría "Moño montubio". Este género musical y dancístico surgió de los bailes de salón en Manabí y su origen antes que la contradanza española tiene en la versión cubana. Como ejemplo de este género existe el tema "Celos" del músico Manuel de Jesús Álvarez con letra de J. Toral del Pozo. Fue realizado entre los años 1925 a 1930. Esto a su vez sería reproducido en 1974 por Guido Garay. La contradanza en Manabí se caracteriza por tener un compás de 2/4.

### El Albazo
El género alborada es usualmente un poema o canción destinados a cantar la mañana. Usualmente tiene temas como la separación de los amantes al amanecer. Este tipo de composiciones formaban parte del repertorio de la poesía trovadoresca medieval. Fue importante también la composición Capricho español de Rimski-Kórsakov y la "Alborada del gracioso", parte de la suite para piano "Los espejos", de Ravel, y que está inspirada en España. La temática del canto en la mañana también tiene una vertiente religiosa que es más cercana al ecuador y tiene que ver con la música sacra ya que los romances usualmente se interpretaban en el último Oficio nocturno, conocido como Maitín. Esto se llevaba a cabo antes de la salida del sol (Laudes). Con estos dos precedentes se suele explicar conceptualmente al género conocido como albazo. Sus influencias musicales vienen del Fandango, el Yaraví y la Zambacueca. Normalmente es interpretado  en movimiento allegro, el cual se encuentra escrito en 6/8, aunque puede haber cambios al compás de 3/4. Se relaciona además con la "alborada", por su informalidad o popularidad ya que era interpretado, por las bandas de pueblo en las fiestas populares, romerías, al rayar el alba, para anunciar la fiesta, al igual que la "despertá" española.    

### El Pasodoble
El pasodoble es un género que se popularizó en Ecuador durante el siglo XIX. Originalmente es un baile español y se caracteriza por tener un compás de 2/4, que explica su nombre. Las canciones generalmente se pueden clasificar entre los que tienen temas militares, toreros y fúnebres. Siendo la segunda de ellos uno de los más populares de Ecuador y que antes estaban vinculadas a las fiestas de fundación de las ciudades. Un ejemplo de pasodoble es "Sangre Ecuatoriana"; de Julio Cañar Cárdenas. Por la naturaleza de este género es uno de los que más ligados a los políticos estuvo en sus inicios. Por estar razón existen canciones como El General Plaza, del compositor Pedro Pablo Traversari Salazar (1874-1956); o también el tema titulado simplemente Eloy Alfaro, de José Casimiro Arellano (1880-1970).

### El Pasacalle
El pasacalle empezó durante la Real Audiencia de Quito aunque se desconoce su fecha exacta. Esta estrechamente vinculada a las composiciones llamadas Guamanes que se realizaron en la Catedral Vieja de Cuenca, donde se alternaba un pasacalle entre las composiciones religiosas. Este género musical tiene su origen en el pasodoble español, aunque también existen interpretaciones interpretado en Francia e Italia. Durante la época republicana, el principal medio de difusión del pasacalle fue a través de las bandas militares, discos de pizarra y partituras; el primer registro que se tiene del pasacalle después de la independencia es de 1876, en partitura, llamada "La guarandeña" compuesta por el cuencano Manuel Vásquez. Según Mario Godoy, este ritmo como tal en el país tuvo influencia de la polca europea en general, además Carlos Amable Ortiz incluye al corrido mexicano como influyente en este ritmo debido a la influencia venida por el cine y discografía. En su aspecto musical, el pasacalle está compuesto en un compás binario simple, 2/4. entre algunos pasacalles representativos figuran: "El Chulla Quiteño” de Alfredo Carpio; “Soy del Carchi” de Jorge Salinas; “Ambato Tierra de Flores” y “Guayaquileño (madera de guerrero)” de Carlos Rubira Infante.

### La Polca montuvia
La polca (o también llamado popularmente como polka) es una danza popular aparecida en Bohemia (actual República Checa) hacia 1830 que se comenzó a popularizar en Praga desde 1835. También se usa este término para referirse al género musical asociado a la danza. En el Ecuador se desarrolló una variante llamada "Polca manabita"  y también su variante en el sur de Ecuador llamada "Polca orense". Originalmente arribaría a ese país en el siglo XIX a través de la gente acaudalada quienes viajaban a Europa como producto del boom cacaotero que se vivió en esa época y que tuvo mucha influencia en la ciudad de Vinces, así como en el resto de localidades que se encuentran en la cuenca del río Guayas. A través de la polca montubia se enaltece al campesino del litoral en la regionalidad cultural montubia. Como ejemplo existen "La Puerca raspada", "El gallinacito", "El saca tu pie", "La Serena". Son principalmente composiciones tradicionales transmitidas de forma oral que se concentran en el interior del litoral de Ecuador. 

## La música clásica y su popularización

### El Conservatorio Nacional y la Orquesta Sinfónica

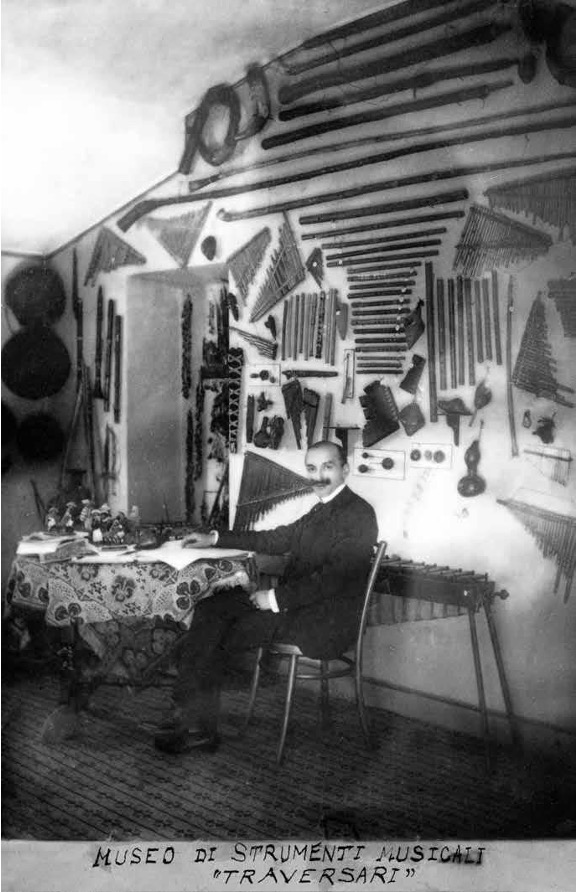
Pedro Pablo Traversari

La música tendría un mayor impulso durante la república a partir de la presidencia de García Moreno quien tendría una preocupación especial por las Bellas Artes. En 1870 fundó el conservatorio de música y dispuso que Antonio Neumane sea su Director. Además también terminaría componiendo la melodía del Himno Nacional. Llegaría inicialmente en 1854 y durante dos décadas dominaría la escena musical de Ecuador. Después de su muerte en 1871 tomaría la posta el maestro Francisco Rossa quien había sido profesor del Conservatorio de Milán. Como maestros de flauta también destacaron Pedro Traversari y Antonio Casarotto. Para el canto en cambio sería el profesor Vicente Antinori. Destacaron además los músicos Juan Agustín Guerrero, Manuel Balzar, Manuel Checa, Miguel Pérez, Manuel Jurado y Manuel Valdivieso. Sería el final del siglo XIX una época importante para el desarrollo musical en Ecuador con la construcción del Teatro Nacional Sucre entre los años 1879 y 1886. Sería en esta época cuando el compositor Carlos Amable Ortiz empezaría a componer los primeros pasillos, género que después se convertiría en el característico de Ecuador.

Es un teatro de ópera que se inspiraba en las salas de Italia que se convirtió en uno de los escenarios más importantes de ese país, puesto que no solamente ha servido para la presentación artística sino que en ocasiones también se han llevado actos políticos como posesiones presidenciales. Uno de los primeros directores de orquesta de esta época fue Pedro Traversari Salazar, hijo de migrantes italianos, destacaría como músico desde temprana edad y dedicaría su vida al impulso de la música clásica desde la dirección. Además a finales de ese siglo sería importante la figura de Sixto María Durán, un gran músico que a través de sus cátedras influenciaría a las generaciones posteriores de compositores. Con él aprendieron Segundo Luis Moreno, Luis Humberto Salgado y Gerardo Guevara. Sería un gran pianista hasta un accidente donde perdería los dedos de una mano a partir de lo cual enfocaría su carrera a la composición y cátedra, en lo que su aporte de todas maneras fue importante. Además en esa misma época dentro de los estudios musicológicos destacaría Juan Agustín Guerrero con su publicación "La Música Ecuatoriana desde su origen hasta 1875". En la misma temática desarrollaría su trabajo Segundo Luis Moreno con su publicación "La Música en el Ecuador".

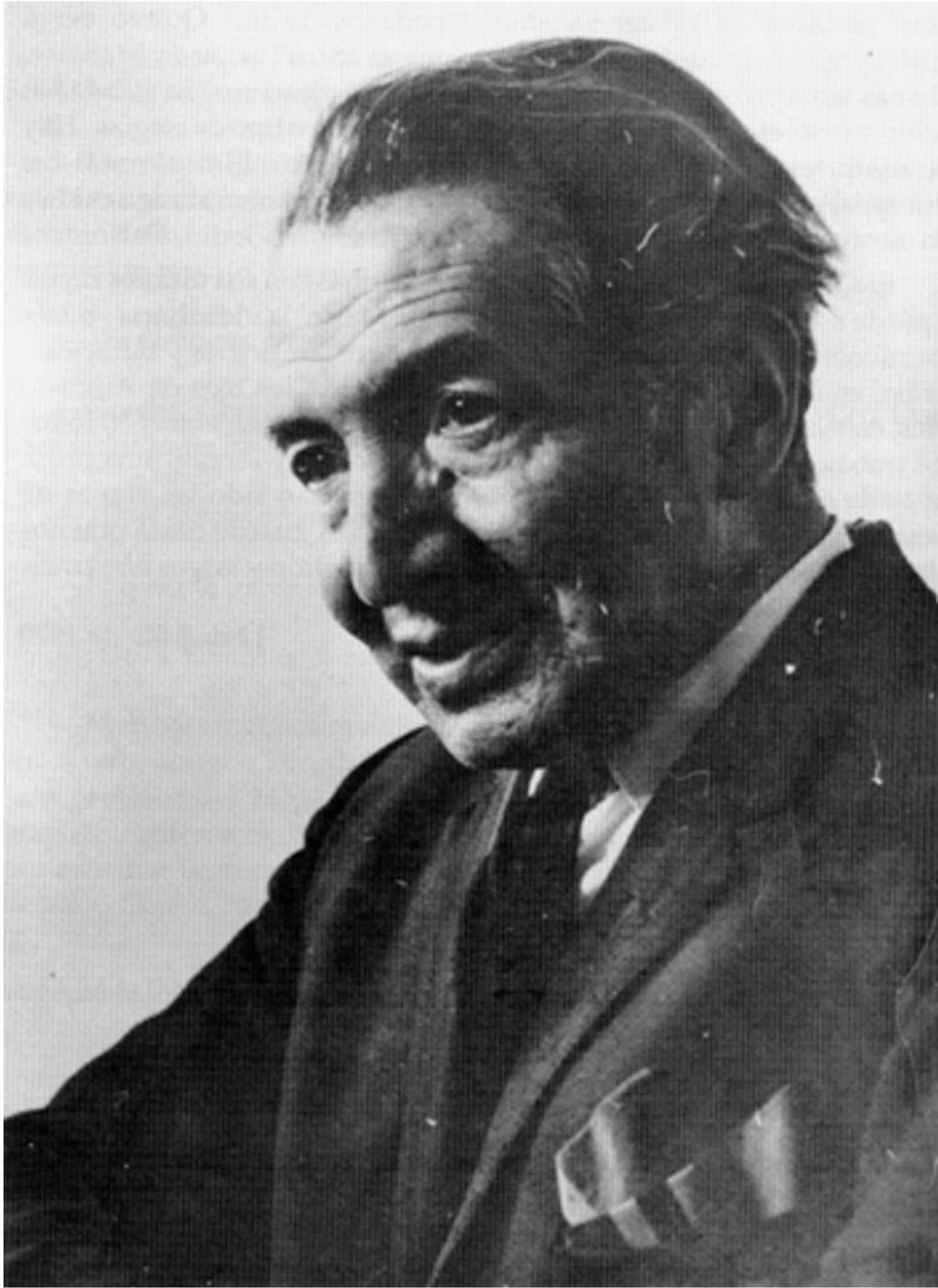
Luis H. Salgado

Siguiendo en el siglo XX los compositores Luis Humberto Salgado, seguido de Gerardo Guevara dominarían la escena de la música docta. El primero a través de la abundancia de sus composiciones y también el dominio de la materia, siendo un pianista destacado, catedrático reconocido y compositor prolífico. Su carrera que se llevó a cabo después de la revolución liberal tendría un corte nacionalista donde se empezaría a segar los frutos de todo lo que se había trabajado anteriormente desde el siglo XIX y los primeros esfuerzos institucionales e investigaciones de los musicólogos. Sus composiciones fueron tan abundantes que hasta ahora no se las han interpretado todas ni se han grabado completamente. Por otro lado Gerardo Guevara quien estudiaría después de Salgado en el mismo ambiente llevaría la posta a la siguiente generación con temáticas similares desarrollando una música clásica basada en ritmos y conceptos musicales propios de Ecuador. Son pues frecuentes las suites que tienen movimientos sinfónicos con géneros musicales distintos y empiezan con un danzante, siguen con un sanjuán, continúan con un yaraví y cierran con un albazo. De esta forma se había desarrollado un lenguaje que al mismo tiempo era propio pero respetaba los cánones de la música clásica. A través de esto ahora Guevara destacaría a nivel internacional siendo alumno de Nadia Boulanger y trabajando en la Sorbona. Sus composiciones fueron reconocidas internacionalmente dando el siguiente paso después de Salgado. De esta manera sería la evolución de la música clásica en Ecuador hasta mediados del siglo XX. A partir de esto, con la evolución de la misma los compositores ecuatorianos se han adaptado para lograr expresiones actuales según los nuevos desarrollos de la música clásica. Entre los compositores importantes se encuentran Mesías Maiguashca quien desarrolla su trabajo en Alemania, Arturo Rodas que trabaja en Francia y los directorres de orquesta Álvaro Manzano y Freddy Cadena.
En el ámbito institucional, la música tendría su impulso a través de la creación de la Casa de la Cultura Ecuatoriana que ofrecía nuevos escenarios para las presentaciones lo que sería a su vez complementado con la creación de la Orquesta Sinfónica Nacional (OSNE) creada el 4 de noviembre de 1949. La OSNE estaría adscrita a su vez a la Casa de la Cultura. Esto a su vez permitiría que se creen las orquestas sinfónicas de las ciudades de Guayaquil, Cuenca y Loja, así como la Fundación Filarmónica Casa de la Música o la Orquesta Filarmónica Municipal de Guayaquil. En la actualidad se continua cultivando la música con la que nació esta tradición en Ecuador a través del Festival Internacional de Música Sacra que se lleva a cabo en la ciudad de Quito, así como las distintas presentaciones que muchas de ellas se encuentran grabadas y disponibles en internet.

### Del Vals al Pasillo
El pasillo surgió durante la época independentista en los Andes neogranadinos como aire y danza de la libertad, pues se originó como expresión de alegría en el momento de la independencia en las primeras décadas del siglo XIX como una adaptación del vals austriaco, variación que determinó un cambio rítmico. El movimiento aceleró vertiginosamente en su forma coreográfica. En Colombia y Ecuador recibió el nombre de pasillo y en Venezuela conservó el de valse. La exigencia de su interpretación exigió una celeridad que puso en prueba a los bailarines más diestros y se convirtió en una “pieza de resistencia” en que un bailarín, después de tres o cuatro ejecuciones quedaba físicamente agotado. Era de rigor en los salones el uso del pañuelo en la mano para no impregnar de sudor a la dama, ya que se trataba, no de una danza suelta popular sino de un baile “cogido” en que la pareja estrechamente abrazada por la cintura, debía girar velozmente muchas veces hasta provocar el vértigo. Por ello, eran frecuentes los desmayos en estos saraos muy concurridos. Llegó a ser un símbolo musical del mestizaje hispanoamericano. 
Según Alejandro Andrade Coello, escritor quiteño, señala que el pasillo se introdujo en tierras ecuatorianas en la década de los 70 del siglo XIX, evidencia de ello se registra el pasillo "Los Bandidos", compuesta por Aparicio Córdoba. Llega a través de las bandas de músicas militares en las guerras de independencia alrededor de 1822; posteriormente adquiere características locales, influencia del Sanjuanito y del yaraví. En Ecuador el pasillo se convirtió en el símbolo musical de la nacionalidad.<!R14> En un inicio este género emblemático era llamado “El Colombiano(a)”, se escribe en compás de 3/4. Los primeros pasillos ejecutados fueron conocidos como “valses al estilo del país” o como “colombianos o colombianas”.<!R15>
Según la investigadora Ketty Wong el pasillo ecuatoriano desde principios del siglo XX deja de ser un género festivo tocado en las retretas o en los salones y se vuelve canción que recita textos melancólicos y reflejan sentimientos de pérdida y de añoranza, hablan de la belleza de sus mujeres o expresan la valía de sus hombres y la nostalgia por el ser amado. Aunque existen además, textos que expresan admiración por los paisajes ecuatorianos, y muchas veces estos pasillos en honor de una región o ciudad son más conocidos que los propios himnos como es el caso del conocido Guayaquil de mis amores de Nicasio Safadi o "Alma Lojana" de Emiliano Ortega. Tal sentimiento evidencia un comportamiento fuertemente representativo de la nacionalidad ecuatoriana que acompaña el sentido abiertamente romántico de este género musical.
Wong señala que en Ecuador, "Debido a su capacidad de integrar y generar distintos significados entre distintos grupos sociales, étnicos y generacionales, el pasillo se ha convertido en la música nacional por excelencia".<!R16>
Es así que se puede hacer diferencia (aunque no muy marcada) entre el pasillo costeño, el pasillo lojano, el pasillo cuencano y otro quiteño.  A partir de la segunda década del siglo XX, se han introducido al pasillo poemas de escritores ecuatorianos. 

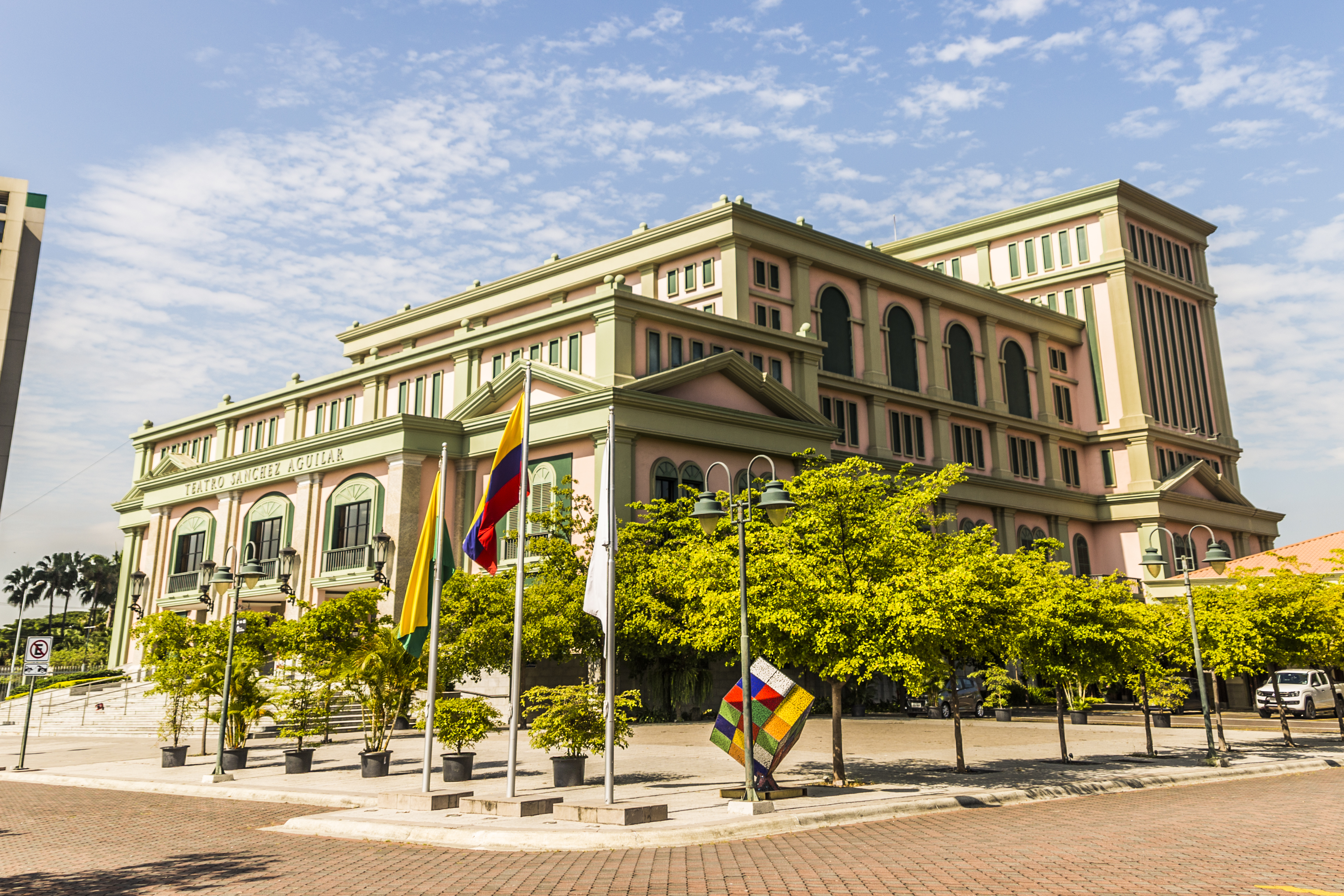
Teatro Sánchez Aguilar
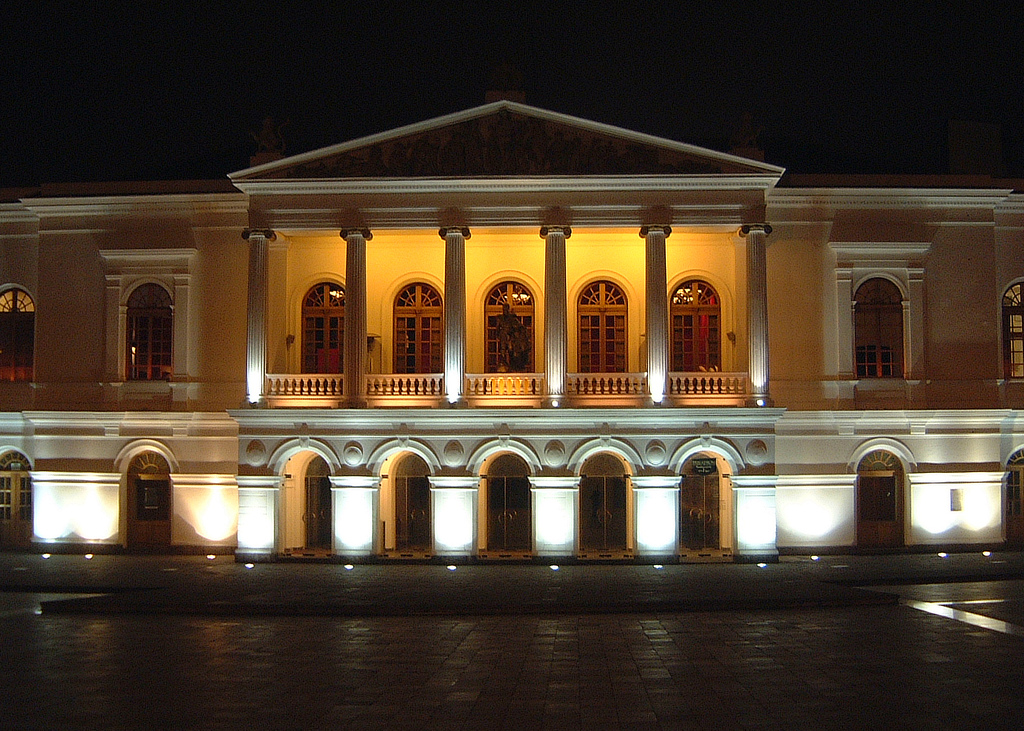
Teatro Nacional Sucre
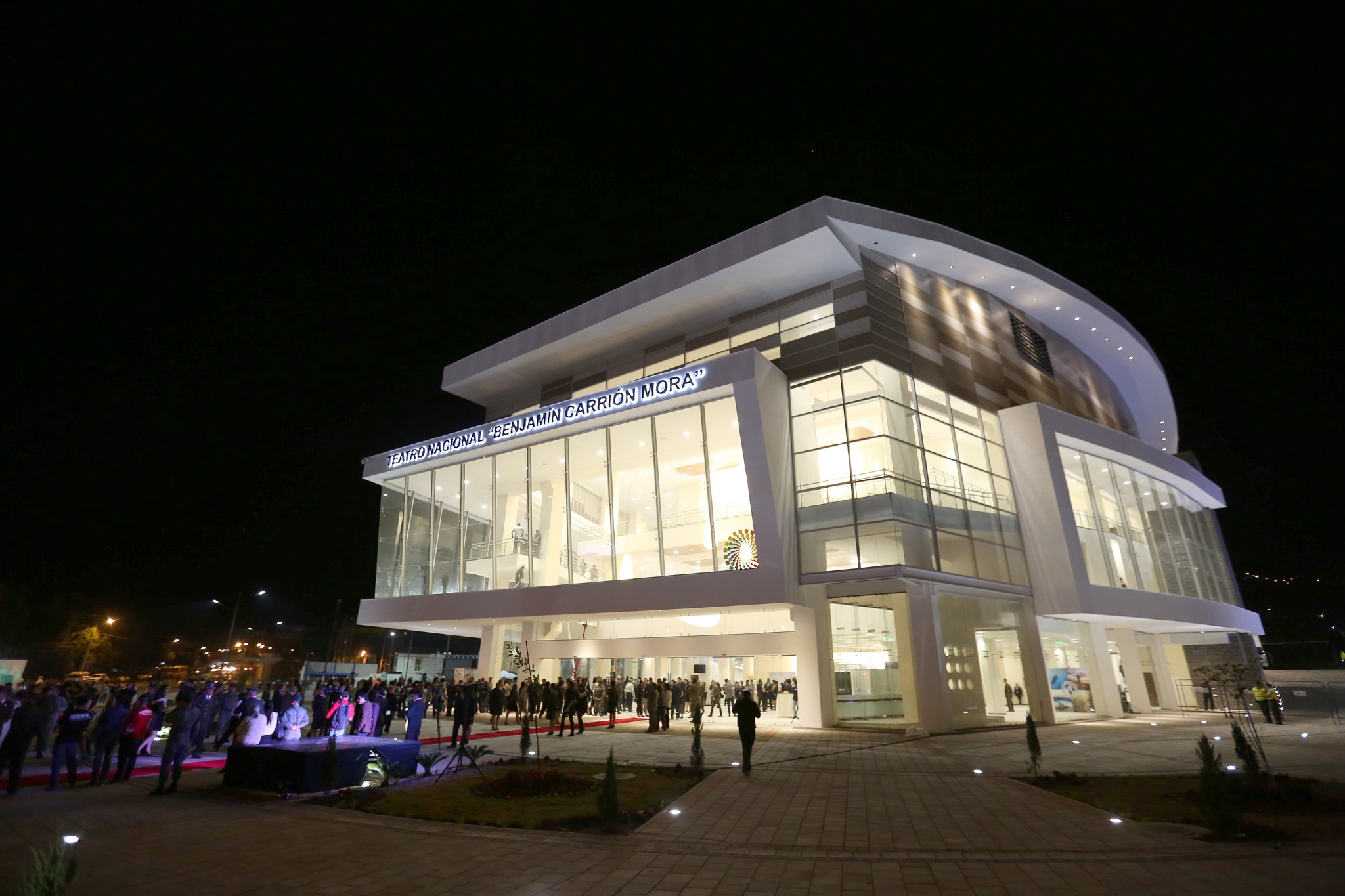
Teatro Nacional Benjamín Carrión

## La música contemporánea
Este grupo está conformado por música que puede tener raíces tradicionales y también estar conformada por músicos académicos. Corresponde a la expresión nacional de géneros que se presentan en otros países. Sus producciones pueden estar orientadas al público a nivel masivo o a grupos específicos vinculados a una escena artística particular. Empezó a desarrollarse a partir de la segunda mitad del siglo XX a través del desarrollo de nuevos instrumentos y la popularización de la radio y otros medios de reproducción musical. 

### La Cumbia
La cumbia de Ecuador tuvo su inicio a partir de la influencia de la popularización de este género provenientes del norte de Colombia. Tuvo mucha acogida en Ecuador que llegó a producir sus propios exponentes con canciones que son muy populares y se convirtieron en tradicionales de Ecuador. Dentro de los artistas más reconocidos están Los Locos del Ritmo, Blacio Junior, Don Medardo y sus Players, Hermanos Baca, Los Titos, Los Dukes,  Los Príncipes, Los Ovnis's, Salgado Junior, Falconi Junior, Los Jokers, Gustavo Velasquez, Máximo Escaleras, Sharon la Hechicera, Gerardo Morán, Jaime Enrique Aymara, Papaya Dada y Rumba Habana. También fue importante y tuvo un especial desarrollo en la provincia de Manabí y Los Ríos donde se formaron varias orquestas de cumbia como la Orquesta Los Diamantes, Aguilar y su Orquesta,  El Combo de Darwin La Grande de Manabí, Orquesta Amores del Ritmo, Orquesta Manaba y Los Selectos Orquesta. Dentro de las canciones tradicionales se encuentran composiciones de Don Medardo como "Cumbia Chonera", "Mosaico a Manabí" y "Solo tú". Además la canción "A mi lindo Ecuador", considerada como el segundo himno de Ecuador es interpretada frecuentemente como una cumbia.

### La Salsa

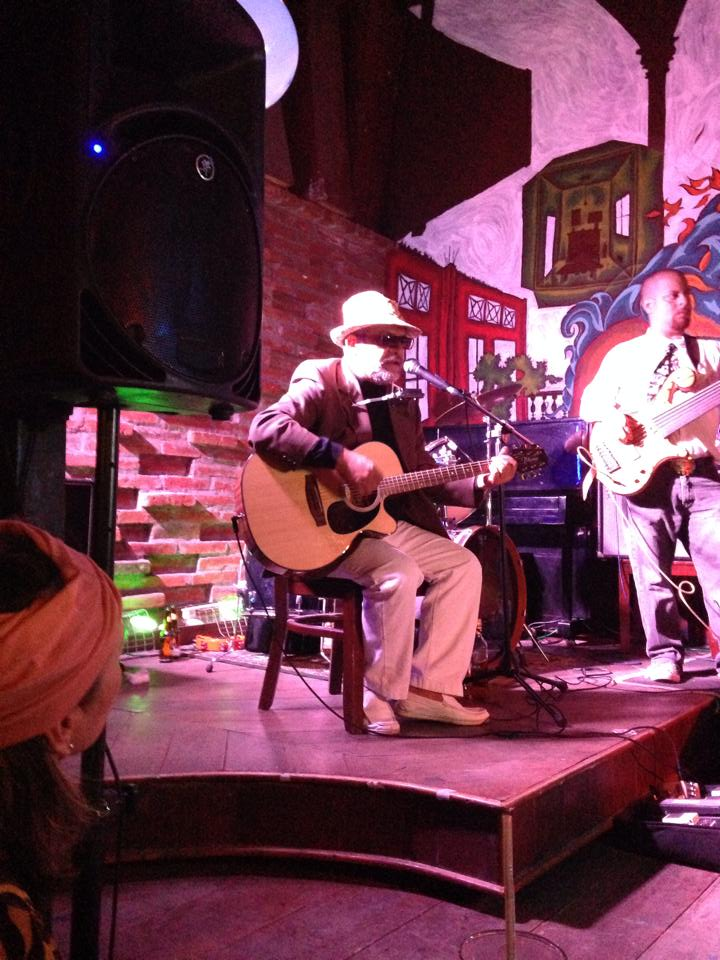
Héctor Napolitano

Además de la cumbia, la salsa es un género muy popular en Ecuador. Empezó teniendo mucha popularidad en Esmeraldas para después exandirse a Guayaquil, especialmente en los barrios del sur de la ciudad donde se concentraban las personas que migraban del campo a la ciudad. El pionero de este género en Ecuador es Toni Boleta que empezó a componer en los años ochenta. También importantes son las composiciones de Héctor Napolitano como "Guajira Guayaquil", canción frecuentemente usada en fechas de celebración a la ciudad. Otras composiciones como "Lotería", "El Quinto Palo" o "Las Huecas de Guayaquil" también destacan dentro de este género. En la variante de este género conocido como "Salsa urbana" se destacaron los siguientes artistas: Paolo Plaza, Beber Musicologo, José Rodríguez, La Malamaña, Boris de Borbon, Milton Bautista, Cuarto Grado, Gustavo Enrique.Por otro lado, a partir del surgimiento de la salsa choke en el año 2004, el género fue adoptado rápidamente por Ecuador inicialmente en la zona de Esmeraldas y posteriormente se popularizaría en el resto del país con autores como El Tita, o Erivan, Jerry & Faricho con su canción "A lo pelotero". 

### El Rock
Esté género nace en la década de los 60 y tuvo su gran auge durante los 80 y 90. Se caracteriza por presentar influencias de grupos de Estados Unidos, Europa y otros países de Latinoamérica. Se ha desarrollado en varios géneros incluyendo el Rock and roll, Hard rock, Rock pop, Rock latino, Heavy metal, Thrash metal, Death metal, Black metal, Punk, Hard rock, Rock alternativo, Ska. Las bandas destacadas incluyen a Blaze, Tranzas, Demolición, Clip, Mozzarella, Umbral, Contravía, Barro, CRY, Wizard, Cruks en Karnak, Tercer Mundo, Cacería de Lagartos, Barak, Los Intrépidos, Verde70. 

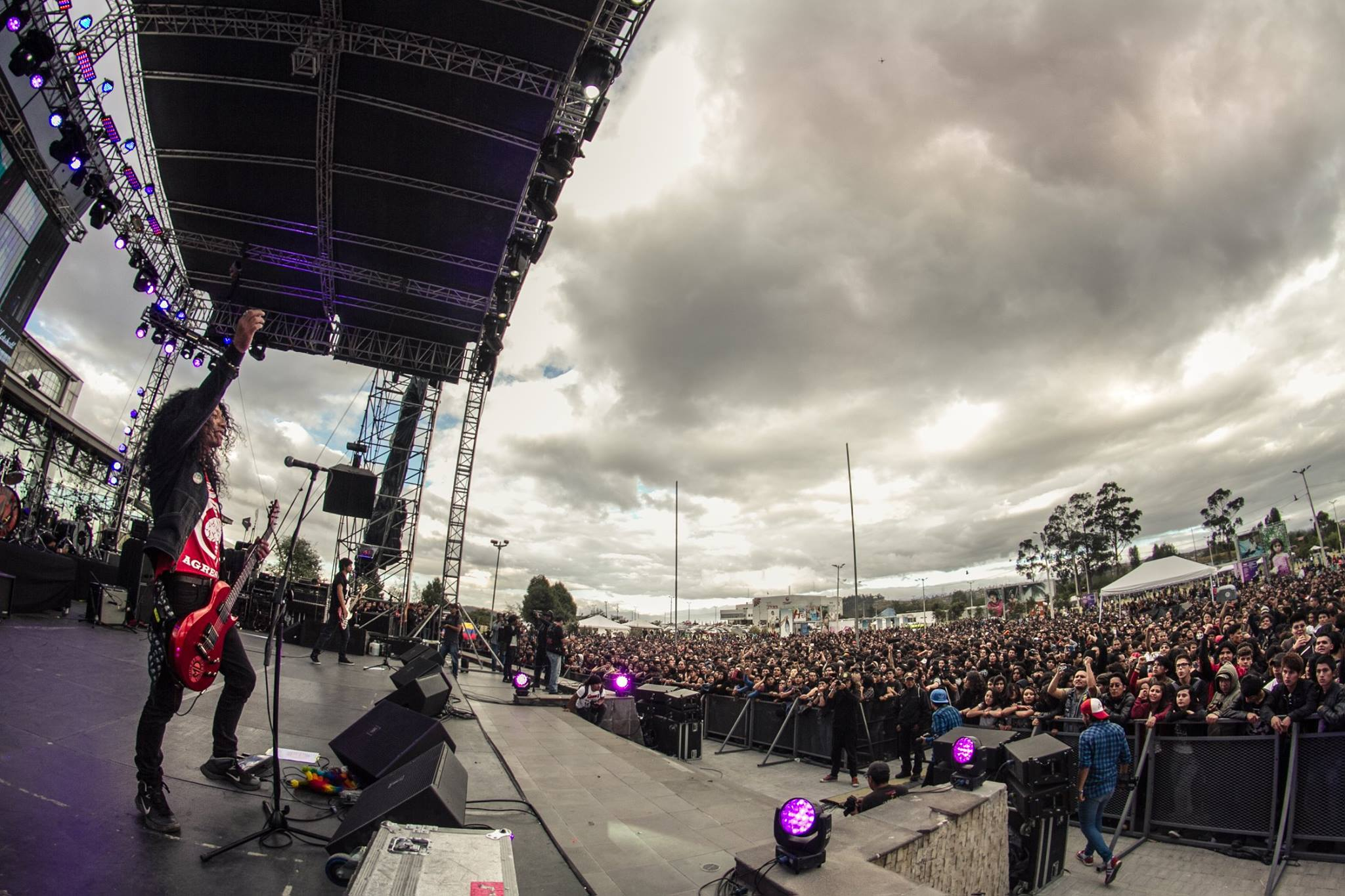
Quito Fest

Por otro lado, las bandas de metal y punk incluyen a Ente, Total Death, Mortal Decision, Enemigo Público, Metamorfosis, Chancro Duro, Tanque, Notoken, Basca, Bajo Sueños y Sobrepeso, Sal y Mileto, Mamá Vudú. En el género metal destacan Viuda Negra, Toque de Queda, Inocencia Perdida, Midnight Spirit, Las Vírgenes Violadoras, Black Sun, Kabeza de Lenteja. En la actualidad los grupos musicales dentro de este amplio género son: Swing Original Monks, La Máquina Camaleón, Can Can, Guardarraya, Biorn Borg, Sexores, Lolabúm.

### El Jazz
Se empieza a desarrollar a finales del siglo XX e inicios del XXI con la creación de nuevas instituciones alternativas a los clásicos conservatorios como son las facultades de música en las principales universidades. También se desarrolló a través de la ampliación de la oferta académica en los conservatorios, generalmente particulares, para incluir este nuevo género como parte del canon musical que se enseña en clases. A partir de esto se empieza a desarrollar la fusión con otros géneros musicales y también se crean las primeras Big Bands, tríos, cuartetos y otras formaciones. Sus presentaciones se realizan en bares de las principales ciudades pero también en los teatros a través especialmente del Festival de Jazz de Ecuador. Dentro de los músicos reconocidos en este género están Alex Alvear, Daniel Mancero, Andrés Noboa, Ramiro Olaciregui, entre otros.

### El Pop
Empieza a cobrar fuerza con la popularidad de este género a finales del siglo XX. Se crearon programas de televisión como Popstars donde se reclutaba a artistas en un reality para formar una banda. El programa tuvo en total dos temporadas y contó con la participación de Gabriela Villalba como integrante de la banda Kiruba. Entre otros artistas destacados de este género está Juan Fernando Velasco, AU-D, Daniel Betancourth, Jinsop, Jorge Luis del Hierro, Karla Kanora, Paulina Tamayo, Fausto Miño, Tercer Mundo, Equilivre, Rocko y Blasty, Pamela Cortés, Esto es Eso, Pancho Terán, Riccardo Perotti, BRENDA, Mirella Cesa, Paola Navarrete, Neoma, Ceci Juno, Luz Pinos, Tonicamo, Les Petits Batards, Dayanara y Mar Rendón. 

## Instituciones, instrumentos y eventos

### Principales conservatorios, universidades y teatros
- Conservatorio Nacional de Música de Ecuador
- Conservatorio Superior de Música Jaime Mola
- Conservatorio Franz Liszt
- Conservatorio Mozarte
- Conservatorio Antonio Neumane
- Conservatorio De Música Y Artes Sergei Rajmáninov
- Conservatorio Niccolo Paganini
- Casa de la Cultura Ecuatoriana
- Casa de la Música
- Colegio de Artes Salvador Bustamante Celi
- Academia de Música Segundo Cueva Celi
- Conservatorio particular de arte Anton Bruckner
- Facultad de Música de la Universidad de las Artes
- Facultad de Música de la Universidad de las Américas
- COM de la Universidad San Francisco de Quito
- Teatro Nacional Sucre
- Teatro Centro Cívico Eloy Alfaro
- Teatro Sánchez Aguilar
- Teatro Auditorio de Cuenca "José Luis Perales"
- Teatro Nacional "Benjamín Carrión Mora"
- Fundación Luis Humberto Salgado

### Instrumentos musicales
- Rondador de canutos
- Pincullo, también caracol, pinkullo o pinkuyo
- Dulzainas
- Caja-Tambor
- Bocina de huarumo
- Tinya, también Wankar o Wankara
- Caja de concha
- Mandolín
- Marimba
- El Churru
- La bombina
- Ocarina
- Sicu
- Flautas de caña guadúa
- Silbatos de balsa
- Caja tambora

### Eventos musicales
- Quito Fest
- Festival Internacional de Música Sacra
- Festival Internacional Quito Blues
- Festival Ecuador Jazz

- Todas las voces todas
- Pululahua, Rock desde el Volcán
- Al Sur del Cielo
- Festival FFF

## Lista de géneros musicales
Los siete géneros musicales tradicionales de Ecuador son el albazo, amorfino, bomba, marimba, pasacalle, pasillo y sanjuanito, con sus respectivas variaciones de interpretación o subgéneros relacionados.
1. Albazo: aire típico, aire tradicional, alza, capischa, saltashpa, tonada, tonada chilena.
2. Amorfino: chigualo montuvio, cantos montoneros y chapulos, cuadrilla montuvia, galope guayaco, minueto, mojiganga, moño montuvio, jota montuvia, polca orense, tábano montuvio.
3. Bomba: bomba tradicional, bomba actual, bomba coangue.
4. Marimba: agua larga, alabaos, arrullos, andarele, caderona, canoita, chafireña, chigualo fúnebre, currulao, caramba, guabaleña, fabriciano, mapalé, marcha frune, peregoyo, torbellino.
5. Pasacalle: tono de oración, pasacalle desfile, pasacalle bailable, pasodoble.
6. Pasillo: bolero porteño, pasillo instrumental, pasillo serenata, pasillo rocolero, pasillo fusión, vals.
7. Sanjuanito: anent, danzante, sanjuanito indígena, sanjuanito mestizo, sanjuanito negro, yaraví, yumbo.